# Jo Voskuil

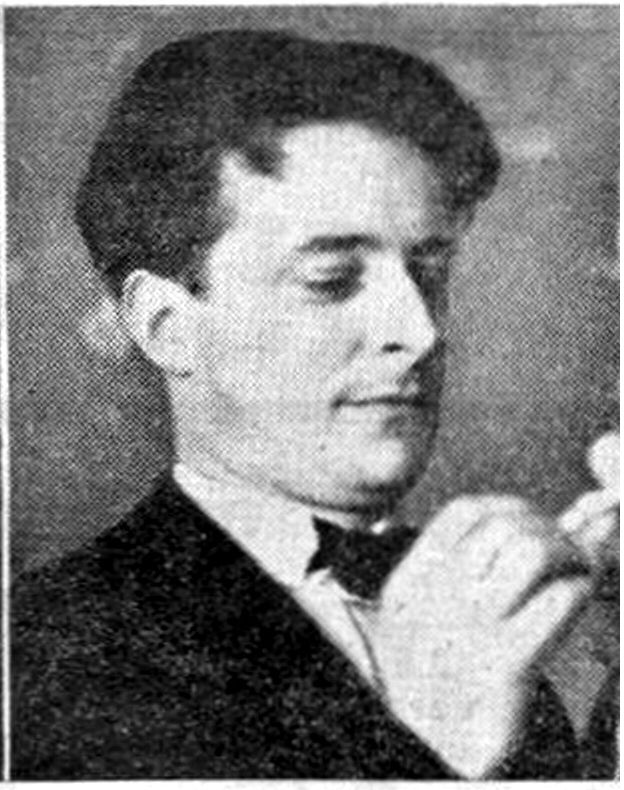
Jo Voskuil, 1931

Johan Jacob Voskuil, auch Jo Voskuil (* 26. März 1897 in Breda, Königreich der Niederlande; † 22. Juni 1972 in Den Haag, Niederlande), war ein niederländischer Maler, Illustrator und Widerstandskämpfer während des Zweiten Weltkriegs.

## Leben
Voskuil war in seiner Heimatstadt Lehrer, als Künstler war er Autodidakt. In den 1920er Jahren zog er nach Bergen aan Zee und widmete sich von da an vollständig der Kunst. Als Kommunist schuf er politische Plakate und Buchumschläge für die von 1929 bis 1932 von Jan Romein herausgegebene Nieuwe Geïllustreerde Wereldgeschiedenis (Neue Illustrierte Weltgeschichte). Von seinen Plakaten ist aus den 1920er Jahren das Plakat Arbeiders leest de Tribune (Arbeiter lest Die Tribüne) und aus dem Jahre 1936 das Plakat De Olympiade onder dictatuur (Die Olympiade unter der Diktatur), welches er zusammen mit dem Fotografen Cas Oorthuys für eine Ausstellung in Amsterdam schuf. In dieser Ausstellung wollten die beiden das Wirkliche Deutschland zur Zeit der von den Nationalsozialisten geförderten Olympiade 1936 zeigen.
Zusammen mit Oorthuys führte Voskuil das Werbebüro OV 20 von 1932 bis 1935. Er war Mitglied der Amsterdamer Künstlervereinigung De Onafhankelijken (Die Unabhängigen), bis diese 1941 mit der von der Deutschen Besatzungsmacht gegründeten Nederlandse Kultuurkamer zwangsvereinigt wurde. In der Folge arbeitete er an dem illegalen Blatt De Vrije Kunstenaar (Der Freie Künstler) des Bildhauers und Widerstandskämpfers Gerrit van der Veen mit.
Voskuil heiratete 1938 die Operettensängerin, Schauspielerin und Kabarettistin Dora Paulsen. Die Ehe blieb kinderlos. Paulsen starb 1970. Voskuil heiratete 1972 die Opernsängerin Ruth Horna, starb jedoch wenige Monate später.